# David Miret i Rovira
David Miret i Rovira (Vilafranca del Penedès, 30 de maig del 1970) és un casteller i músic català, cap de colla dels Castellers de Vilafranca entre 2007 i 2011, i director de l'Escola Municipal de Música de Vilafranca. Va ser el guanyador del Premi Català de l'Any del 2010, per la gran temporada realitzada amb la colla castellera vilafranquina, ja que entre d'altres mèrits es va descarregar per primera vegada el 2 de 8 sense folre. Va guanyar la final superant a Joan Pere Barret i Emili Teixidor.
Fill i germà de castellers, ho és des de l'any 1984. El 2002 va rebre el Premi Casteller Soca-rel, una distinció i reconeixement als castellers implicats en el "funcionament institucional i en la dinamització de les diverses activitats de l'entitat" dels Castellers de Vilafranca. El 2007 esdevingué cap de colla, responsabilitat que mantingué fins al final de la temporada 2011.
Com a músic forma part del grup Els Cosins del Sac, de música tradicional, amb els quals toca el saxo soprano i el flabiol i tamborí.